# Svarog Futsal Club
Lo Svarog Futsal Club è una squadra ceca di calcio a 5 con sede a Teplice, nota fino al 2016 come Balticflora Teplice.

## Storia
Di proprietà di Dmitrij Pronin e Michal Zak, nella stagione 2008-09 disputa e vince la terza divisione del campionato ceco di calcio a 5, salendo in seconda lega. Nella primavera del 2009 ha rilevato il titolo sportivo dell'Eco Investment Praha, militante nella prima divisione nazionale.